# Борангар (станція)
Боранга́р (крим. Boranğar, до 1952 — Ташли-Даїр, крим. Taşlı Dayır, в 1952–2025 — Краснопартизанська) — проміжна залізнична станція Кримської дирекції Придніпровської залізниці на електрифікованій лінії Джанкой — Севастополь між зупинним пунктом 1404 км (5 км) та станцією Єфремівська (7 км). Розташована в селі Борангар Курманського району Автономної Республіки Крим.

## Історія
Станція відкрита у 1874 році, одночасно з відкриттям руху на Лозово-Севастопольської залізниці. До 1950-х років мала назву Ташли-Даір, згодом була перейменована в Краснопартизанську через місцерозташування в однойменному селі.
25 березня 2024 року на сайті Міністерства розвитку громад, територій та інфраструктури України оприлюднено проєкт постанови Кабінету Міністрів «Про перейменування деяких географічних об'єктів». Відповідні дії вчинялися задля виконання положень Закону України «Про засудження та заборону пропаганди російської імперської політики в Україні і деколонізацію топонімії». Серед них було запропоновано і перейменування станції Краснопартизанська на Борангар.
17 січня 2025 року постановою Кабінету Міністрів України станція Краснопартизанська перейменована на Борангар.

## Пасажирське сполучення
Станція має три колії, обладнана двома низькими платформами. На вокзалі є зал чекання, квиткові каси та камери схову. На станції зупиняються приміські поїзди до Сімферополя, Джанкоя, Солоного Озера, Керчі та Феодосії.